# خانه دوست کجاست
خانهٔ دوست کجاست؟ فیلمی ایرانی به کارگردانی و نویسندگی عباس کیارستمی، محصول سال ۱۳۶۵ است. این فیلم پارهٔ اول از سه‌گانه کوکر است؛ دو فیلم دیگر زیر درختان زیتون و زندگی و دیگر هیچ هستند که پس از این فیلم ساخته شدند. خانه دوست کجاست در فهرست ۵۰ فیلمی که باید قبل از ۱۴ سالگی دید از دید بنیاد فیلم بریتانیا قرار دارد. خانه دوست کجاست پلنگ برنزی جشنواره فیلم لوکارنو را در سال ۱۹۸۹ به دست آورد. نام فیلم برگرفته از شعری از سهراب سپهری است.
با اینکه در فیلم اشاره نشده ولی فیلمنامه اقتباسی از داستان «چرا خانم معلم گریه کرد؟» نوشته بهروز تاجور است. 

## خلاصه داستان
یک بچه‌مدرسه‌ای متوجه می‌شود که دفتر دوستش را به اشتباه برداشته است؛ بنابراین از خانه بیرون می‌رود تا او را پیدا کند و دفتر را به او پس دهد، اما راهی دشوار و دراز در پیش است و فرصتی اندک. پسر بچه که در ده و روستای کناری زندگی می‌کند به بهانه خرید نان از خانه خارج می‌شود و تا غروب آن روز به دنبال خانه دوستش می‌گردد اما نمی‌تواند خانه را بیابد و غمگین به خانه خودشان برمیگردد؛ ولی تصمیم می‌گیرد تکالیف دوستش را برایش بنویسد تا مانع اخراج شدن او شود و صبح فردا دفتر را به او برساند.

## اقتباس
فیلم خانهٔ دوست کجاست اقتباسی از داستان کوتاه «چرا خانم معلم گریه کرد؟» است. این داستان در سال ۱۳۵۴ توسط انتشارات آبان منتشر شد و در سال ۱۳۵۹ برای دومین بار تجدید چاپ شده است.
به ادعای نویسندهٔ آن بهروز تاجور پس از به توافق نرسیدن با آقای کیارستمی نام‌برده اقدام به تولید فیلم بدون اجازهٔ وی کرده است. این ادعا پس از پخش فیلم در پاره‌ای از جراید مطرح و از طرف عباس کیارستمی تکذیب شد. البته در خاطرات کیومرث پوراحمد نیز یکبار به این موضوع اشاره شده است.

## دیگر عوامل
- مدیر فیلم‌برداری: فرهاد صبا
- صدابرداری: جهانگیر میرشکاری، اصغر شاهوردی، بهروز معاونیان
- موسیقی متن: انتخابی (از ساخته‌های امین‌الله حسین)
- تدوین: عباس کیارستمی
- دیگر بازیگران: ایران اوتاری، پیمان معافی، عزیز بابایی، نادر غلامی، علی جمالی، محمدرضاپروانه
- محصول: کانون پرورش فکری کودکان و نوجوانان
- سال ساخت: ۱۳۶۵–۱۹۸۶
- تاریخ اکران: ۱۳۶۶–۱۹۸۷

## تحلیل و بررسی
فیلم خانه دوست کجاست سلامت و روانی شعر سپهری، باریک‌بینی و ژرفای سه‌تار لطفی، ایجاز و عرفان نقاشیهای بهمن بروجنی را دارد. این فیلم را تنها در ایران می‌شد ساخت. و تنها کیارستمی می‌توانست آن را بسازد.

هوشنگ آزادی‌ور
امتیاز فیلم در راتن تومیتوز ۱۰۰٪ است، این به این معنی که همه بررسی‌های توسط مطبوعات بسیار مثبت بوده است.
ورنر هرتسوک کارگردان سرشناس آلمانی فیلم «خانه دوست کجاست» را یکی از پنج فیلم محبوب خود دانسته است.
شان آکسمیکر از پارالاکس ویو دربارهٔ این فیلم نوشت: «از یک طرف، کیارستمی جامعه ای را به تصویر می‌کشد که ریشه در مطالبات استبدادی دارد و از طرف دیگر، او به ما نشان می‌دهد که چگونه می‌توان کودکان را در جامعه تجارت و مسئولیت نمایش داد.»
جاناتان رزنبام دربارهٔ این فیلم نوشت: «کیارستمی مسلماً یکی از بزرگ‌ترین کارگردان زنده حال حاضر است که فیلم‌های سه‌گانه وی دربارهٔ مناظر بی نظیر و شیوه زندگی مردم عادی بوده است. این سه‌گانه در مورد کشف و ارزش گذاری آنچه در جهان هستی ما است تلاش می‌کند، این از جمله آن چیزهایی که ما مردم عادی آن را نمی‌توانیم درک کنیم.»
آلن برگان استاد دانشگاه سوربن و مدیر دپارتمان تحلیل فیلم در مدرسه فمیس دربارهٔ فیلم خانهٔ دوست کجاست گفت: «کیارستمی توانست در کنار هم قرار دادن سطوح مختلف ساختاری و زیبایی‌شناسی و پیشبرد سرخط منطقی در طول فیلم نوید حضور یک فیلمسازی بزرگ را به جهانیان بدهد.»
کانال ۴ (بریتانیا) با پخش برنامه ای با عنوان هفتهٔ فیلم ایران و نمایش فیلم‌هایی در این زمینه به بررسی سینمای ایران پرداخت. در این برنامه که به مناسبت بزرگداشت عباس کیارستمی در لندن پخش شد خانه دوست کجاست بهترین اثر کیارستمی از دید کارشناسان این برنامه قلمداد شد.
بی‌بی‌سی چهار فیلم ایرانی به کارگردانی عباس کیارستمی و اصغر فرهادی را در نظرسنجی «۱۰۰ فیلم غیرانگلیسی برتر تاریخ سینما» قرار داد. در این نظرسنجی ۲۰۹ منتقد و متخصص سینمایی از ۴۳ کشور جهان حضور داشته‌اند.
ژان-میشل فرودون استاد، منتقد و روزنامه‌نگار فرانسوی حوزه سینما نیز به تمجید از این فیلم در مراسم تحلیل فیلم دانشگاه سنت اندروز پرداخت.
در ایران نیز این فیلم در رای‌گیری بهترین فیلم‌های سال ۱۳۶۷ در شماره ۷۵ ماهنامه فیلم، رتبه اول را کسب کرد و بر فیلم‌های مهمی چون «شاید وقتی دیگر» (بیضایی) و «آن سوی آتش» (عیاری) پیشی گرفته است.

## جوایز و دستاوردها
| سال  | جشنواره                          | بخش                                  | نامزدی                                         | نتیجه    | جایزه        | منبع |
| ---- | -------------------------------- | ------------------------------------ | ---------------------------------------------- | -------- | ------------ | ---- |
| ۱۹۸۹ | چهل و دومین جشنواره فیلم لوکارنو | بهترین فیلم                          | عباس کیارستمی                                  | نامزدشده | پلنگ طلایی   |      |
| ۱۹۸۹ | چهل و دومین جشنواره فیلم لوکارنو | فیلم برگزیده                         | عباس کیارستمی                                  | برنده    | پلنگ برنزی   |      |
| ۱۹۸۹ | چهل و دومین جشنواره فیلم لوکارنو | فیلم منتخب انجمن منتقدان             | عباس کیارستمی                                  | برنده    | جایزه فیپرشی |      |
| ۱۹۸۹ | چهل و دومین جشنواره فیلم لوکارنو | جایزه کنفدراسیون بین‌المللی هنر سینما | عباس کیارستمی                                  | برنده    |              |      |
| ۱۳۶۵ | پنجمین جشنواره فیلم فجر          | جایزهٔ ویژهٔ هیئت داوران               | علیرضا زرین                                    | برنده    | سیمرغ بلورین |      |
| ۱۳۶۵ | پنجمین جشنواره فیلم فجر          | بهترین کارگردانی                     | عباس کیارستمی                                  | برنده    | سیمرغ بلورین |      |
| ۱۳۶۵ | پنجمین جشنواره فیلم فجر          | بهترین فیلمنامه                      | عباس کیارستمی                                  | نامزدشده | سیمرغ بلورین |      |
| ۱۳۶۵ | پنجمین جشنواره فیلم فجر          | بهترین فیلم‌برداری                    | فرهاد صبا                                      | نامزدشده | سیمرغ بلورین |      |
| ۱۳۶۵ | پنجمین جشنواره فیلم فجر          | بهترین صدابرداری                     | جهانگیر میرشکاری، اصغر شاهوردی، بهروز معاونیان | برنده    | سیمرغ بلورین |      |

- برنده جایزه سینمای هنر و تجربه در دومین جشنواره برخوردهای سینمایی کن ۱۹۸۹
- برنده جایزه گریفون برنزی و مدال طلای شهر جشنواره فیلم جیفونی ۱۹۹۰
- برنده جام نقره‌ای و جایزه ویژه جشنواره فیلم ریمینی ۱۹۹۰
- برنده جایزه بهترین فیلم جشنواره سلطنتی بلژیک ۱۹۹۰
- برنده جایزه سینه کید جشنواره بین‌المللی فیلم کودکان آمستردام ۱۹۹۲
- برنده جایزه بهترین فیلم جشنواره فیلم رم ۱۹۹۵